# 陈婷婷 (1971年)
陈婷婷（1971年4月—），女，汉族，上海人，中华人民共和国政治人物。现任六盘水市人民政府副市长，民建贵州省委副主委。第十四届全国政协委员。